# 존 포프 헤네시
존 포프 헤네시 경 KCMG(Sir John Pope Hennessy KCMG, 軒尼詩; 1834년 8월 8일 ~ 1891년 10월 7일)은 아일랜드와 영국의 정치가이자 8대 홍콩의 총독 및 15대 모리셔스 총독을 지낸 인물이다.

## 어린 시절
아일랜드 코크주에서 부친이 상인이었던 중산층 집안에서 태어났다. 어린시절 기관지염으로 고생하여 처음에는 개인 교습을 받았다. 1850년 코크에 있는 퀸스 칼리지에 입학했고 처음에는 인문대학에서 공부를 했다. 성적 최상위 3명 중 한 명이어서 첫 학년 동안 장학금을 받았고 이로 인해 의대로 전과할 수 있었으며 계속 좋은 성적을 유지했다. 1855년 5월 그는 체어링 크로스 병원(Charing Cross Hospital)에서 더 공부하기 위해 런던으로 떠났다. 그는 그후 공직에 종사했다.

## 공직 생활
헤네시는 추밀원 직원으로서 공직 생활을 시작했고 1859년부터 1865년까지 영국 보수당 소속으로 하원 의원이었다. 이후 1890년 킬케니 북부 지역구 하원 의원으로서 아일랜드 국민연합(Irish National Federation)에 가입했다.

## 초기 식민지 지역에서의 공직 생활

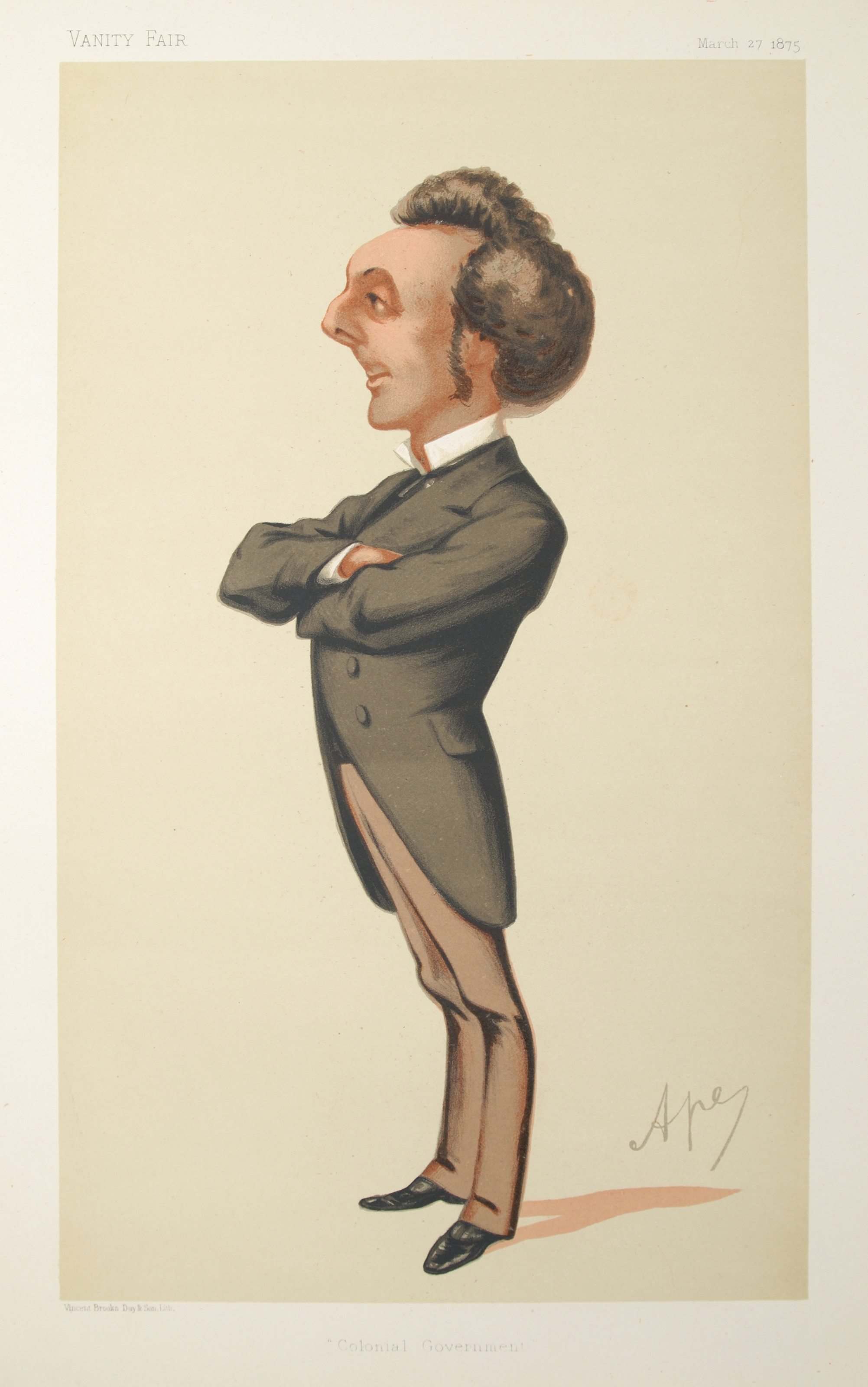
배니티 페어(Vanity Fair) 잡지에 등장한 헤네시의 캐리커처

1867년부터 1871년까지 6대 라부안 총독, 1872년 골드코스트 총독, 1872년부터 1873년까지 시에라리온 총독, 1873년부터 1874년까지 25대 바하마 총독, 1875년부터 1876년까지 바베이도스 윈드워드제도 총독을 지냈다.

## 홍콩 총독

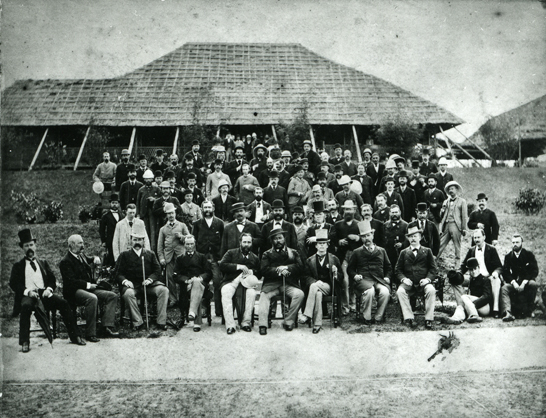
1881년 하와이 왕국의 왕 칼라카우아가 홍콩을 방문했을 때 찍은 사진으로 헤네시는 칼라카우아 바로 왼쪽에 앉아 있다.

바베이도스에서의 임기가 끝나고 헤네시는 1877년부터 1883년까지 홍콩의 총독으로 재임했다.
임기 도중 헤네시는 2등 시민 대접을 받던 중국인이 홍콩 경제에서 아주 중요한 영향을 키워왔음을 알게 됐다. 이를 고려하여 헤네시는 중국인에 대한 토지 구매, 건물 건축, 중국에서의 상업 운영 금지 조항을 철폐했고 이는 중국의 개발 붐으로 이어졌다. 또한 홍콩의 중국계 이민자들이 영국으로 귀화하는 것을 허가했다. 훗날 중화민국 외교장관이 되는 우팅팡을 홍콩 입법회 구성원으로 임명했는데 그는 첫 중국인 구성원이었다.
1878년 헤네시는 또한 홍콩에 있는 모든 정부학교에서 영어 교육을 의무화했다.
이와 같은 개혁적인 태도로 인해 중국인들은 헤네시를 긍정적으로 여겼다.
또한 임기 동안 연구비 시스템을 처음 세웠는데 이는 홍콩의 교육사에서 이정표가 됐다.

## 모리셔스 총독
홍콩 총독 임기가 끝나고 헤네시는 1883년 7월 1일부터 1889년 12월 11일까지 15대 모리셔스 총독으로 재임했다. 총독에 즉위한 후 헤네시는 영국 관리들의 힘을 줄이고 모리셔스인을 요직에 임명하며 '모리셔스인을 위한 모리셔스'라는 원칙에 기반한 새 헌법을 제안하는 등 지역 행정의 모리셔스화에 착수했다. 따라서 인도계 모리셔스인과 유색인종들에게 행정에 대한 더 직접적인 관여를 주장한 개혁 운동의 지도자였던 변호사 윌리엄 뉴턴을 측근에 두었던 것은 자연스러운 것이었다.

## 유산
헤네시가 홍콩의 유럽인들 사이에선 인기가 없었기 때문에 해당 시기에는 그의 이름을 딴 장소나 지명이 없었지만 1929년 6월 14일 새로 매립한 지역의 주요 도로에 헤네시 로드라는 이름이 붙었고 현재는 홍콩섬 완차이와 코즈웨이베이의 붐비는 상업 및 쇼핑 지역이 됐다. 모리셔스 수도 포트루이스에는 포프 헤네시 스트리트라는 이름의 길과 1908년에 로모(Loumeau)가 세운 헤네시 동상이 있다. 인도 마하라슈트라주 나그푸르에 있는 헤네시 로드도 그의 이름에서 따왔다.